# Smak (estetik)
Smak är i estetik en uppfattning om vad som är vackert. Inom estetiken har begreppet smak varit ett intresse för filosofer som Platon, Hume och Kant. Begreppet kan betraktas som både subjektivt och objektivt. Enligt den objektiva tolkningen kan man påstå att en person har god eller dålig smak, eller att ett verk, en produkt eller en miljö är uttryck för god eller dålig smak.

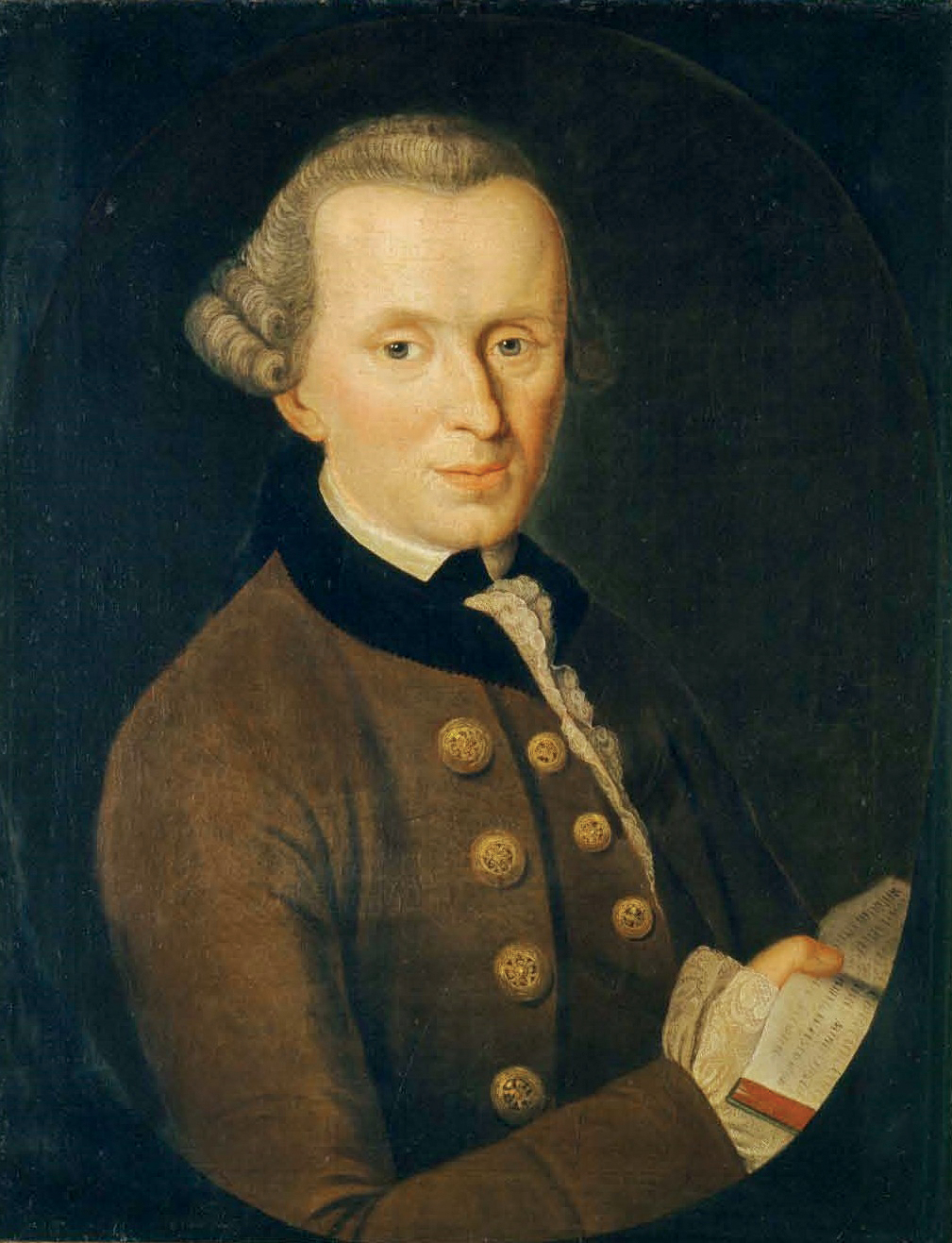
För Kant är skönhet inte en egenskap hos något objekt, utan ett estetiskt omdöme baserat på en subjektiv känsla.

I sin estetiska filosofi förnekar Kant varje standard för en god smak, som skulle vara majoritetens eller någon social grupps smak. För Kant, som diskuterats i hans bok med titeln Kritik av omdömeskraften, är skönhet inte en egenskap hos något objekt, utan ett estetiskt omdöme baserat på en subjektiv känsla. Han hävdar att en äkta god smak existerar, även om den inte kunde identifieras empiriskt. God smak kan inte hittas i några standarder eller generaliseringar, och giltigheten av en dom är inte den allmänna synen hos majoriteten eller någon specifik social grupp. Smak är både personligt och bortom resonemang, och därför når dispyter om smakfrågor aldrig någon allmängiltighet. Kant betonar att våra preferenser, inte ens på allmänt omtyckta saker, motiverar våra bedömningar. Bourdieu argumenterade mot den kantianska synen på ren estetik och menade att samhällets legitima smak är den härskande klassens smak. Denna ståndpunkt avvisar också idén om äkta god smak, eftersom den legitima smaken bara är en klassmak. Denna idé föreslogs också av Simmel, som noterade att överklasserna överger mode då de anammas av lägre.

## Dålig smak
Dålig smak (även usel smak eller till och med vulgär) är i allmänhet en benämning som ges till alla föremål eller idéer som inte faller inom den moraliserande personens uppfattning om tidens eller områdets normala sociala normer. Varierande från samhälle till samhälle, och från tid till annan, ses dålig smak i allmänhet som en negativ sak, men det förändras också med varje individ.
En samtida uppfattning – en retrospektiv granskning av litteraturen – är att "en hel del dramatisk vers skriven under de elisabethanska och jakobeanska perioderna är i dålig smak eftersom den är bombastisk [högljudande språk med liten betydelse]".